# 日本アイルランド協会
日本アイルランド協会（にほんアイルランドきょうかい、英: The Japan-Ireland Society）は、日本とアイルランドの親善・交流・相互理解を図ることを目的として1957年に設立された学会。駐日アイルランド大使を後援者として幅広い活動を行っている。現会長は中央大学名誉教授の松村賢一。

## 活動

### 公開講座
年6回の講座を9から12講座開講している。前期は東京、後期は大阪にて開催される。歴史・文学・経済・社会・文化の各テーマを通して、アイルランドを多角的に紹介する。

### 年次大会
11月または12月に開催される。歴史・文学・文化・言語等の各分野の研究発表・シンポジウム・テーマ発表・講演を含むアイルランド研究の学際的学会である。

### St. Patrick's Dayの集い
3月下旬に開催される。アイルランドのナショナルデイ、3月17日のSt. Patrick's Day（セント・パトリックス・デイ）を期して、協会内外の友好と親睦を深める集い。アイルランド文化講演・アイルランド音楽とダンス・展示・物販・会食等、多彩な企画がたてられる。

### 研究会
- 歴史研究会 - アイルランドの歴史・経済・社会・文化に関する研究発表・研究動向の報告、著書・論文合評など。
- 文学研究会 - アイルランド文学の研究発表、講演、書評など。
- 文化研究会 - アイルランドの音楽・文化に関するトークや、アイルランド関連映画に関する歓談会。
- アイルランド語研究会 - アイルランド語の学習及び文化に関する検討。

## 出版物
- 学術雑誌『エール』 - 年刊。会員の論文・研究ノート・研究動向・書評・会員研究業績紹介等を掲載。
- 「会報」 - 季刊。アイルランド関係の随筆や紀行文・時事問題・新刊紹介・会員間の通信・事務連絡等を掲載。